# قورباغه (مجموعه نمایش خانگی)
قورباغه مجموعهٔ نمایشی با ژانر جنایی و معمایی به نویسندگی و کارگردانی هومن سیدی، تهیه‌کنندگی علی اسدزاده و با بازی نوید محمدزاده، صابر ابر، فرشته حسینی و سحر دولتشاهی، محصول سال ۹۹–۱۳۹۸ است. این مجموعه نخستین سریال ساخته شده توسط هومن سیدی است که قرار بود نخستین قسمت آن در ۳ آذر ۱۳۹۹ منتشر شود اما به ۲۴ آذر ۱۳۹۹ موکول شد و بعداً با دستور قضایی پخش این سریال متوقف شد. سرانجام قسمت اول این مجموعه در تاریخ ۳ دی ۱۳۹۹ در نماوا منتشر شد. قسمت اول این سریال برداشتی آزاد از فیلم فرانسوی نفرت است. این مجموعه با استقبال مخاطبان و منتقدان مواجه شد. با وجود نامزد شدن در هفت بخش اصلی، سازندگان قورباغه از داوری در جشن حافظ انصراف دادند.

## خلاصهٔ داستان
در روز چهارشنبه سوری سه دوست به نام‌های رامین (صابر ابر)، فرید (اشکان حسن‌پور) و جواد (شهروز دل‌افکار) بعد از ربودن اسلحهٔ یک مأمور زخمی، دست به سرقت از نوری (نوید محمدزاده)، هم‌کلاسی دوران کودکی رامین که به فردی پولدار و مرموز تبدیل شده است می‌زنند، اما این اتفاق مسیر زندگی آن سه جوان را دستخوش تغییراتی می‌کند…

## بازیگران
| بازیگر           | نقش              |
| ---------------- | ---------------- |
| نوید محمدزاده    | نوری             |
| صابر ابر         | رامین فیاضی      |
| سحر دولتشاهی     | فرانک بهرامی     |
| فرشته حسینی      | لیلا             |
| هومن سیدی        | امیرعلی شمس‌آبادی |
| مهران غفوریان    | کیان             |
| آناهیتا افشار    | نگار             |
| محمدامین شعرباف  | سروش قلی‌پور      |
| نیما مظاهری      | آباد             |
| اشکان حسن‌پور     | فرید             |
| شهروز دل‌افکار    | جواد عزیزی       |
| هادی تسلیمی      | فرهاد            |
| احسان منصوری     | بازپرس           |
| اسماعیل سلطانیان | ناصر فیاضی       |
| کوشان همتی       | شکارچی سگ‌ها      |

## تولید
سریال قورباغه، اولین سریال شبکه خانگی است که هومن سیدی آن را کارگردانی کرده و هم چنین اولین تجربه نوید محمدزاده در بازی در سریال‌های پخش خانگی می‌باشد. سریال شبکه نمایش خانگی قورباغه که از سال ۹۸ شروع به فیلمبرداری کرد و با شیوع ویروس کرونا توقفی در روند تولید خود داشت تا این که در تابستان ۹۹ فیلمبرداری خود را پایان داد و در ۱۵ قسمت نگارش آن انجام شد. فیلمبرداری پروژه قورباغه، حدود دو سال به طول انجامید.

## پخش
در ابتدا رده‌بندی سریال ۱۵+ بود اما وزارت ارشاد درخواست بازبینی دوباره کرد. سرانجام سریال در پلتفرم نماوا در تاریخ ۳ دی ۱۳۹۹ با رده‌بندی ۱۸+ منتشر شد.

## قسمت‌ها
| شماره قسمت            | عنوان قسمت                   | مدت زمان | تاریخ انتشار   |
| --------------------- | ---------------------------- | -------- | -------------- |
| قسمت اول              | آفریقا                       | ۴۸:۴۳    | ۳ دی ۱۳۹۹      |
| قسمت دوم              | سگ‌ها را بکش                  | ۵۴:۵۶    | ۸ دی ۱۳۹۹      |
| قسمت سوم              | نفرت‌انگیزی که به ستون چسبیده | ۵۰:۰۵    | ۱۵ دی ۱۳۹۹     |
| قسمت چهارم            | بوی نارنج گندیده             | ۴۶:۲۰    | ۲۲ دی ۱۳۹۹     |
| قسمت پنجم             | بادکنک قرمز                  | ۴۶:۴۱    | ۲۹ دی ۱۳۹۹     |
| قسمت ششم              | صندلی‌ات را پیدا کن           | ۴۸:۴۸    | ۶ بهمن ۱۳۹۹    |
| قسمت هفتم             | صندلی‌ام را پیدا کردم         | ۵۲:۵۵    | ۱۳ بهمن ۱۳۹۹   |
| قسمت هشتم             | امروز قرار داری، جهت یادآوری | ۴۵:۵۹    | ۲۰ بهمن ۱۳۹۹   |
| قسمت نهم              | انگشت بریده                  | ۴۵:۲۴    | ۲۷ بهمن ۱۳۹۹   |
| قسمت دهم              | نفس شیطان                    | ۴۸:۱۹    | ۴ اسفند ۱۳۹۹   |
| قسمت یازدهم           | او را در آتش بسوزان          | ۴۳:۳۷    | ۱۱ اسفند ۱۳۹۹  |
| قسمت دوازدهم          | خصوصی                        | ۵۴:۳۱    | ۱۸ اسفند ۱۳۹۹  |
| قسمت سیزدهم           | تئوری توطئه                  | ۵۲:۲۴    | ۲۵ اسفند ۱۳۹۹  |
| قسمت چهاردهم          | اشک‌های قرمز                  | ۴۳:۳۶    | ۲ فروردین ۱۴۰۰ |
| قسمت پانزدهم (پایانی) | قورباغه                      | ۱:۱۰:۳۱  | ۹ فروردین ۱۴۰۰ |

## بازخورد
قورباغه نظرات مثبتی از طرف منتقدان دريافت كرد و با استقبال خوب مخاطبان مواجه شد. اين مجموعه از پرمخاطب‌ترين مجموعه‌های نمايش خانگی است.
- مسعود فراستی در برنامهٔ هفت به نقد سریال پرداخت و گفت:

به نظر من، قورباغه خیلی کار بدی نیست. به نظرم در مورد این سریال و به خصوص در زمینهٔ کارگردانی می‌توان در مورد آن حرف زد. به نظرم سیدی از فیلم قبلی‌اش جلوتر آمده‌است، اما فیلمنامهٔ آن ضعف دارد.
پرهام موسوی منتقد سینما در افکارنیوز درباره ویژگی‌های منحصر به فرد صابر ابر در نقش رامین اشاره کرد که حس‌های مختلفی در درون کاراکتر رامین می‌بینیم مثل؛ غم، شادی، ناراحتی، سردرگمی، انتقام‌جویی. همچنین بیان کرد این بازیگر  به بهترین شکل ممکن تمام این حس‌ها را در بازی‌اش انتقال داده‌است. همچنین در ادامه نوشت: طراحی لباس، گریم و بیان دیالوگ‌های این کاراکتر کاملا در خدمت فیلم‌نامه بوده به همین دلیل است که این کاراکتر کاملاً بر ابر نشسته، او کاملاً جدا می‌شود از کاراکتر فعلی‌اش و تبدیل به رامین سردرگم سریال قورباغه می‌شود؛ تکمیل شدن کاراکتر رامین از وسواس طراح لباس، طراح گریم، بازیگر، نویسنده و کارگردان  سریال می‌آید.
- برایان اوشِی مدیر عامل کمپانی اکسچنج از پخش جهانی سریال پشتیبانی کرد و گفت:

هومن سیدی یک استعداد غیرقابل انکار و ستاره‌ای نوظهور است که فیلم بلند ساخته او نیز تکامل بخش نگاه فوق‌العاده و توانایی او در پرداخت داستان‌های پرتعلیق و ساخت جهانی پیچیده‌است که مخاطبان هر ژانری را سرگرم می‌کند. بسیار خوشحالیم که این سریال فوق‌العاده را به تمام جهان عرضه می‌کنیم و این سریال خارجی می‌تواند در سراسر جهان بسیار موفق و محبوب شود.

### جوایز و نامزدی‌ها
سازندگان قورباغه از داوری در جشن حافظ انصراف دادند.
| قسمت                             | نامزد         | نتیجه                 | منابع  |
| -------------------------------- | ------------- | --------------------- | ------ |
| بهترین مجموعه تلویزیونی          | علی اسدزاده   | نامزدی‌ام را پس می‌گیرم | [ ۱۷ ] |
| بهترین کارگردانی تلویزیونی       | هومن سیدی     | نامزدی‌ام را پس می‌گیرم | [ ۱۷ ] |
| بهترین فیلمنامه تلویزیونی        | هومن سیدی     | نامزدی‌ام را پس می‌گیرم | [ ۱۷ ] |
| بهترین بازیگر مرد درام تلویزیونی | صابر ابر      | نامزدی‌ام را پس می‌گیرم | [ ۱۷ ] |
| بهترین بازیگر مرد درام تلویزیونی | نوید محمدزاده | نامزدی‌ام را پس می‌گیرم | [ ۱۷ ] |
| بهترین بازیگر زن درام تلویزیونی  | فرشته حسینی   | نامزدی‌ام را پس می‌گیرم | [ ۱۷ ] |
| بهترین بازیگر زن درام تلویزیونی  | سحر دولتشاهی  | نامزدی‌ام را پس می‌گیرم | [ ۱۷ ] |

## حواشی

### توقیف
پس از پخش سه قسمت از این سریال انتشار آن متوقف شد.
غلامحسین اسماعیلی، سخنگوی وقت قوهٔ قضائیه ۱۶ دی‌ماه ۱۳۹۹ از توقیف سریال «قورباغه» خبر داد و گفت: اصل سریال و مجوزهای قانونی برای پخش یا عدم پخش از سوی وزارت فرهنگ و ارشاد اسلامی صادر می‌شود و در این رابطه قوهٔ قضاییه دخالتی ندارد. فارغ از اینکه این سریال در شبکهٔ خانگی یا جای دیگری می‌خواهد پخش شود، ابهامی در منشأ مالی تأمین‌کنندهٔ اعتبارات این فیلم به وجود آمده بود.
اسماعیلی ادعا کرده‌است در این سریال فساد مالی صورت گرفته‌است.
پیشتر تأخیر چندباره در آغاز پخش سریال قورباغه موجب انتقاد کارگردان سریال شده بود که گفته شد پس از پخش سه قسمت انتشار آن فعلاً متوقف شده‌است،اما خبرگزاری صدا و سیما نوشت: «سریال در حال پخش است و در رابطه با شبههٔ مالی آن تأمین مناسب اخذ کرده‌اند».

### دستمزد نوید محمدزاده
در برخی منابع عنوان گردیده که نوید محمدزاده قراردادی ۱۲ ماهه را به مبلغ ۷ میلیارد و ۲۰۰ میلیون تومان با سرمایه‌گذار این سریال به امضا رسانده که طی آن حتی در ماه‌هایی که مشغول بازی در سریال نیست حق بازی در هیچ فیلم، تئاتر و کار دیگری را ندارد که این خبر از طرف وکیل شرکت تصویر گستر پاسارگاد تکذیب شد.

### تکذیب حضور صادق رنجکشان
پیش از این شایعه شده بود که محمد صادق رنجکشان تهیه‌کنندهٔ این سریال می‌باشد که با اطلاعیهٔ رسمی این خبر تکذیب شد.